# ربلی
ربلی (به صربی: Rebelj) یک روستا در صربستان است که در والیفو واقع شده است. ربلی ۱۳۶ نفر جمعیت دارد.